# Конов, Виталий Иванович
Виталий Иванович Конов (род. 26 июня 1945, Москва) — советский и российский физик, специалист в области оптики и лазерной физики, член-корреспондент РАН (2000), академик РАН (2016).

## Биография
В 1969 году окончил физический факультет МГУ. В 1974 году защитил кандидатскую диссертацию «Низкопороговый оптический пробой газов».
С 1969 по 1983 годы — аспирант, младший и старший научный сотрудник (1973—1983) Физического института имени П. Н. Лебедева АН СССР.
В 1982 году защитил докторскую диссертацию «Оптический пробой газов вблизи поверхности твердых тел».
С 1983 по 1998 год работал в Институте общей физики, пройдя путь от старшего научного сотрудника до заведующего отделом.
В 1991 году присвоено учёное звание профессора.
С 1999 года — заместитель директора, директор и заведующий отделом Центра естественнонаучных исследований Института общей физики РАН.
26 мая 2000 года избран членом-корреспондентом РАН по Отделению физических наук. 28 октября 2016 года избран академиком РАН по Отделению нанотехнологий и информационных технологий (нанотехнологии).

## Научная деятельность
Область научных интересов: взаимодействие лазерного излучения и плазмы с веществом, лазерная медицина, углеродные материалы, нанотехнологии.
Предложил новый способ лазерного воздействия на мишени — с помощью оптических разрядов в газах. Обнаружил эффект низкопорогового приповерхностного пробоя газов и новые режимы распространения фронта плазмы в лазерном луче.
Предложил концепцию, теоретически и экспериментально смоделировал лазерного воздушно-реактивного двигателя взрывного типа.
В последние годы занимается синтезом, исследованием свойств и применением новых углеродных материалов (поликристаллические алмазные плёнки, углеродные нанотрубки и др.).
С 1998 по 2002 годы — ведущий научный сотрудник кафедры общей физики МГУ, с 2002 года — профессор кафедры общей физики и молекулярной электроники МГУ. Читает спецкурс «Современные лазерные технологии».
Под его руководством защищено 15 кандидатских и 2 докторских диссертации.
Автор и соавтор около 400 научных работ, в том числе 3 монографий и 12 изобретений.

## Общественная деятельность[1]
- заместитель председателя совета РФФИ (2004—2008)[3]
- член Межведомственного научного совета «Лазерная медицина, хирургия и лазерная медицинская техника»
- член Научного совета РАН по проблеме «Оптика и лазерная физика»
- член Научного совета Минпромнауки по подпрограмме «Физика излучений»
- член секции «Лазерные и плазменные технологии» НТС № 11 Министерства по атомной энергии
- член редколлегии журнала «Квантовая электроника» и наблюдательного совета журнала «Diamond Films and Technology» (Japan)
- действительный член Международного общества по оптической технике (1992)

## Основные научные труды[1]
- Лазерная искра в режиме медленного горения (Письма в ЖЭТФ. Т. 9, вып. 11. С. 609—612, 1969, в соавт.)
- Взаимодействие мощного импульсного лазерного излучения с твердыми телами в газах. Итоги науки и техники. (Радиотехника. Т. 31. 1983, в соавт.)
- Взаимодействие лазерного излучения с алмазными плёнками (ДАН СССР. 303(3). 1988, в соавт.)
- Photodynamic therapy and fluorescent diagnostics (Laser Physics. V. 10, N 6. 2000, в соавт.)
- Similarity in field electron emission from nanocrystalline diamond and related materials (V. 10. 2001, в соавт.)

## Награды
- Орден Александра Невского (4 декабря 2023 года) — за большой вклад в развитие науки и многолетнюю добросовестную работу[4]
- Орден Почёта (3 марта 2012 года) — за большой вклад в развитие науки и многолетнюю плодотворную деятельность[5]
- Государственная премия Российской Федерации (в составе группы, за 1999 год) — за открытие и исследование явления лазерного горения и непрерывного оптического разряда [6]
- Премия по физике Академии наук СРР (1977)[3]
- Медаль имени Д. С. Рождественского (за 2001 год, Российское оптическое общество)[7]